# Oxyria digyna
Oxyria digyna là một loài thực vật có hoa trong họ Rau răm. Loài này được (L.) Hill mô tả khoa học đầu tiên năm 1768.